# Diocèse de Cuautitlán
Le diocèse de Cuautitlán (en latin : Dioecesis Cuautitlanensis ; en espagnol : Diócesis de Cuautitlán) est un diocèse de l'Église catholique du Mexique, suffragant de l'archidiocèse de Tlalnepantla.

## Territoire

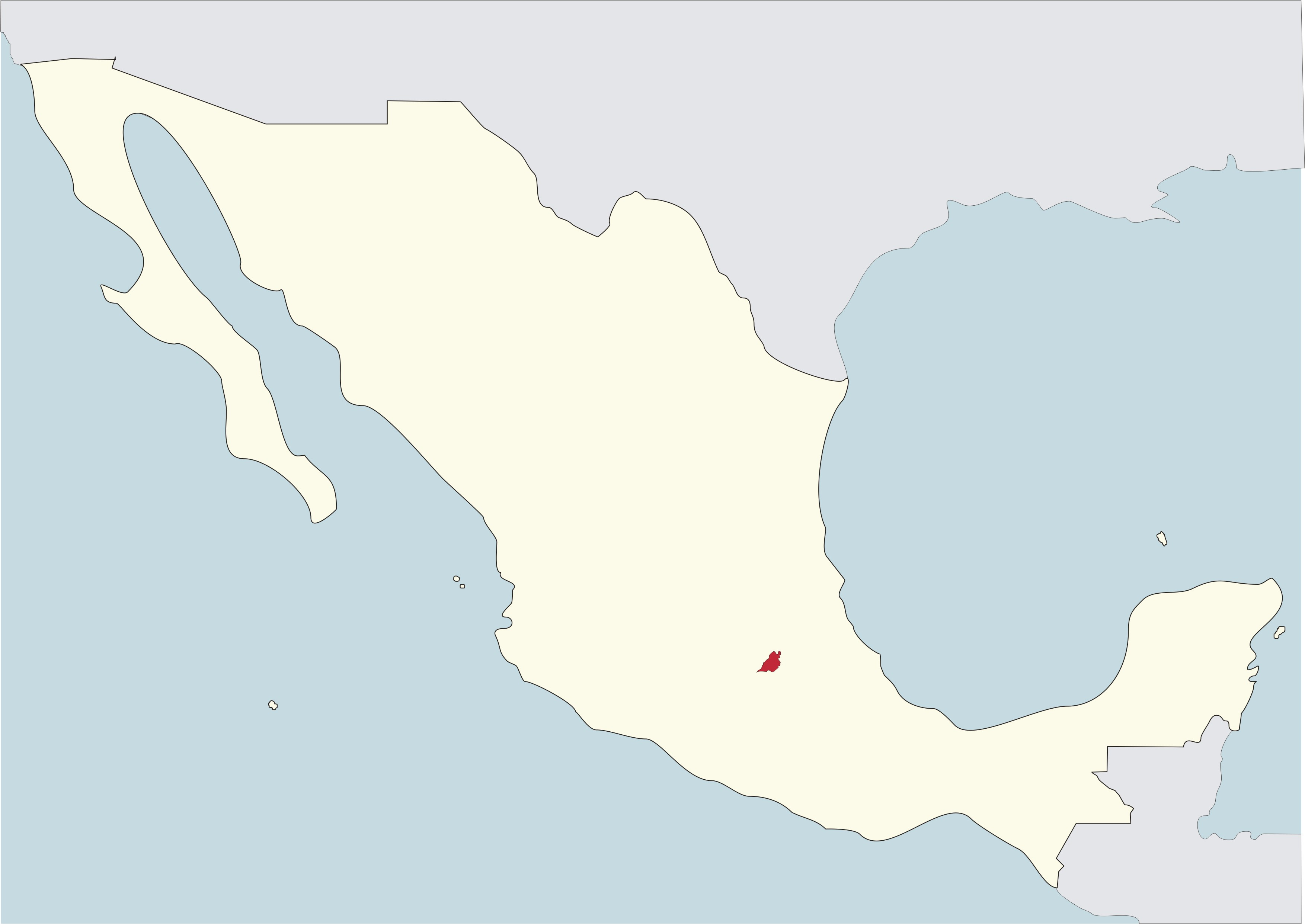
Diocèse de Cuautitlán en rouge sur la carte du Mexique

Il comprend les municipalités d'Apaxco de Ocampo, Coacalco, Coyotepec, Cuautitlán, Huehuetoca, Hueypoxtla, Jaltenco, Melchor Ocampo, Nextlalpan, Santiago Tequixquiac, Teoloyucan, Tonanitla, Tultepec, Tultitlán et Zumpango de l'État de Mexico.
Son territoire possède un territoire d'une superficie de 1 119 km2 divisé en 70 paroisses. Le siège épiscopal est dans la ville de Cuautitlán où se trouve la cathédrale Saint-Bonaventure (es).

## Historique
Le diocèse est érigé le 5 février 1979 par la constitution apostolique Conferentia Episcopalis Mexicana du pape Jean-Paul II en prenant une partie du territoire des diocèses de Texcoco et de Tlalnepantla (aujourd'hui archidiocèse).
Nommé suffragant de l'archidiocèse de Mexico lors de sa création, il intègre la province ecclésiastique de l'archidiocèse de Tlalnepantla le 17 juin 1989 par la constitution apostolique Quoniam ut plane du pape Jean-Paul II.
Il cède une portion de territoire le 3 novembre 1984 pour la création du diocèse d'Atlacomulcoet le 9 juin 2014 pour l'établissement du diocèse d'Izcalli.

## Évêques
- Manuel Samaniego Barriga (5 février 1979 - 26 juin 2005)
- Guillermo Rodrigo Teodoro Ortiz Mondragón (19 octobre 2005 - 14 septembre 2021)
- Efraín Mendoza Cruz, depuis le 9 novembre 2022